# Kuiper (krater på Mars)
För andra betydelser, se Kuiper (olika betydelser).
Kuiper är en nedslagskrater på planeten Mars namngiven efter astronomen Gerard Kuiper.
Kratern har en diameter på ungefär 81 km.